# Langensackbach (Gailbach)
Der Langensackbach ist ein rund 1,9 Kilometer langer, rechter Nebenfluss des Gailbaches in der Steiermark.

## Verlauf
Der Langensackbach entsteht im zentralen Teil der Stadtgemeinde Köflach, im Nordosten der Katastralgemeinde Köflach direkt südlich der L345. Er fließt im Oberlauf in einem Linksbogen und anschließend relativ gerade zuerst nach Nordosten, ehe er nach Südosten abknickt und zuerst erneut relativ gerade und kurz vor seiner Mündung in einem Rechtsbogen weiterfließt. Insgesamt fließt der Langensackbach nach Osten. Im östlichen Teil der Stadtgemeinde Köflach, im Osten der Katastralgemeinde Piber, nordwestlich des Heiligen Berges mündet er an der Gemeindegrenze zur Stadtgemeinde Bärnbach in den Gailbach, welcher kurz danach nach links abbiegt.
Auf seinem Lauf nimmt der Langensackbach sowohl von links zwei unbenannte Wasserläufe auf.